# ویدنبورشتل
ویدنبورشتل (به آلمانی: Wiedenborstel) یک شهر در آلمان است که در اشتاینبورگ واقع شده‌است. ویدنبورشتل ۱۲ نفر جمعیت دارد.